# 2021年扬州世界园艺博览会国际馆
中国2021年扬州世界园艺博览会国际（简称国际馆）是2021年扬州世界园艺博览会上代表国际的主题展馆，位于世博园区的东区。总建筑面基1.2万平方米，是世园会东片区规模最大的展馆，主要用于国际花卉展示、花卉园艺竞赛、配套服务区等功能。